# Tony Marchant (scénariste)
Tony Marchant est un scénariste britannique né en 1959.

## Revue
- Welcome heroes

## Filmographie
- 1987 : The Moneymen (TV)
- 1988 : Death of a Son (TV)
- 1989 : Take Me Home (en) (TV)
- 1992 : Goodbye Cruel World (en) (feuilleton TV)
- 1996 : Different for Girls
- 1997 : Holding On (feuilleton TV)
- 1999 : Bad Blood (TV)
- 1999 : Great Expectations (TV)
- 1999 : Kid in the Corner (TV)
- 2000 : Never Never (TV)
- 2001 : Swallow (TV)
- 2002 : Crime and Punishment (TV)
- 2004 : Passer By (TV)
- 2006 : The Family Man (TV)